# Observe and Report
Observe and Report è una commedia nera statunitense del 2009, scritta e diretta da Jody Hill.